# Apolo Nsibambi

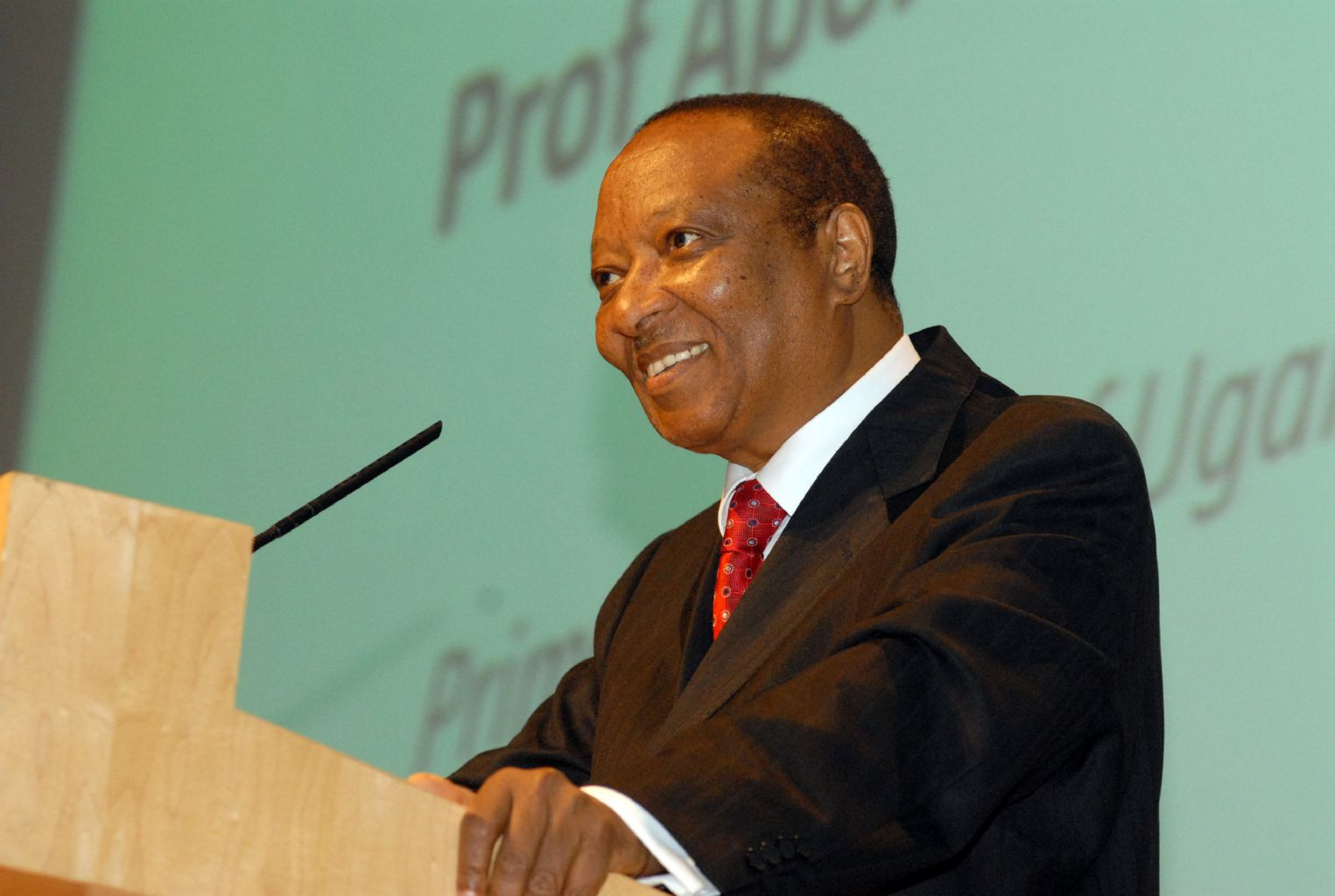
Apolo Nsibambi (2008)

Apolo Nsibambi (* 25. Oktober 1940; † 28. Mai 2019) war ein ugandischer Politiker. Er war von 1999 bis 2011 Premierminister Ugandas.

## Leben
Bevor er Minister wurde, war er Direktor des Institute of Social Research an der Makerere-Universität. Nsibambi war Informationsminister von 1996 bis 1998, dann von Mai 1998 bis April 1999 Erziehungsminister und seit dem 5. April 1999 Premierminister Ugandas.
Am 24. Mai 2011 folgte ihm der bisherige Verteidigungsminister Amama Mbabazi im Amt.